# Pokklaw Anan
Pokklaw Anan (tiếng Thái: ปกเกล้า อนันต์, phát âm [pòk.klâːw ʔā.nān]) (sinh ngày 4 tháng 3 năm 1991), còn được biết với tên đơn giản Pok (tiếng Thái: ปก) là một cầu thủ bóng đá người Thái Lan thi đấu ở vị trí tiền vệ cho câu lạc bộ Giải bóng đá Ngoại hạng Thái Lan Bangkok United.

## Sự nghiệp quốc tế
Pokklawđược triệu tập vào đội tuyển quốc gia, trong đội hình xuất phát của Winfried Schäfer tham gia Vòng loại giải vô địch bóng đá thế giới 2014. Anh ghi bàn thắng đầu tiên trước Trung Quốc ngoài vòng cấm địa trong trận giao hữu. Anh đại diện U-23 Thái Lan ở Đại hội Thể thao Đông Nam Á 2011 và Đại hội Thể thao Đông Nam Á 2013. Anh đại diện U-23 Thái Lan ở Đại hội thể thao châu Á 2014. Vào tháng 5 năm 2015, Pokklaw ghi bàn thắng quyết định cho Thái Lan ở Vòng loại Giải vô địch bóng đá thế giới 2018 trước Việt Nam.

### Quốc tế
Tính đến 21 tháng 11 năm 2023
| Đội tuyển quốc gia | Năm  | Số trận | Bàn thắng |
| ------------------ | ---- | ------- | --------- |
| Thái Lan           | 2011 | 3       | 0         |
| Thái Lan           | 2012 | 0       | 0         |
| Thái Lan           | 2013 | 1       | 1         |
| Thái Lan           | 2014 | 2       | 0         |
| Thái Lan           | 2015 | 10      | 3         |
| Thái Lan           | 2016 | 14      | 0         |
| Thái Lan           | 2017 | 2       | 1         |
| Thái Lan           | 2018 | 8       | 1         |
| Thái Lan           | 2019 | 2       | 0         |
| Thái Lan           | 2021 | 2       | 0         |
| Thái Lan           | 2022 | 1       | 0         |
| Thái Lan           | 2023 | 2       | 0         |
| Thái Lan           | Tổng | 47      | 6         |

### Bàn thắng quốc tế

#### U-23
Tỉ số và kết quả liệt kê bàn thắng của Thái Lan trước.
| #  | Ngày                 | Địa điểm         | Đối thủ    | Tỉ số | Kết quả | Giải đấu                                 |
| -- | -------------------- | ---------------- | ---------- | ----- | ------- | ---------------------------------------- |
| 1. | 25 tháng 6 năm 2012  | Viêng Chăn, Lào  | Campuchia  | 4–0   | 4–0     | 2013 AFC U-22 Championship qualification |
| 2. | 3 tháng 7 năm 2012   | Viêng Chăn, Lào  | Hồng Kông  | 2–0   | 4–0     | 2013 AFC U-22 Championship qualification |
| 3. | 7 tháng 12 năm 2013  | Yangon, Myanmar  | Đông Timor | 2–0   | 3–1     | Đại hội Thể thao Đông Nam Á 2013         |
| 4. | 12 tháng 12 năm 2013 | Yangon, Myanmar  | Indonesia  | 1–0   | 4–1     | Đại hội Thể thao Đông Nam Á 2013         |
| 5. | 7 tháng 9 năm 2014   | Phuket, Thái Lan | Qatar      | 1–0   | 2–0     | Giao hữu                                 |

#### Đội tuyển quốc gia
Tỉ số và kết quả liệt kê bàn thắng của Thái Lan trước.
| #  | Ngày                 | Địa điểm                                                             | Đối thủ           | Tỉ số | Kết quả | Giải đấu                 |
| -- | -------------------- | -------------------------------------------------------------------- | ----------------- | ----- | ------- | ------------------------ |
| 1. | 15 tháng 6 năm 2013  | Sân vận động Trung tâm Thể thao Olympic Hợp Phì, Hợp Phì, Trung Quốc | Trung Quốc        | 1–0   | 5–1     | Giao hữu                 |
| 2. | 26 tháng 3 năm 2015  | Sân vận động sinh nhật lần thứ 80, Nakhon Ratchasima, Thái Lan       | Singapore         | 2–0   | 2–0     | Giao hữu                 |
| 3. | 24 tháng 5 năm 2015  | Sân vận động Rajamangala, Băng Cốc, Thái Lan                         | Việt Nam          | 1–0   | 1–0     | Vòng loại World Cup 2018 |
| 4. | 12 tháng 11 năm 2015 | Sân vận động Rajamangala, Băng Cốc, Thái Lan                         | Đài Bắc Trung Hoa | 2–1   | 4–2     | Vòng loại World Cup 2018 |
| 5. | 5 tháng 9 năm 2017   | Sân vận động Melbourne Rectangular, Melbourne, Úc                    | Úc                | 1–1   | 1–2     | Vòng loại World Cup 2018 |
| 6. | 17 tháng 11 năm 2018 | Sân vận động Rajamangala, Băng Cốc, Thái Lan                         | Indonesia         | 4–1   | 4–2     | AFF Cup 2018             |

## Phong cách thi đấu
Pokklaw được biết đến với khả năng sút xa tốt.

## Danh hiệu

### Câu lạc bộ
Police United
- Thai Division 1 League (1): 2015

### Quốc tế
U-23 Thái Lan
- Sea Games  Huy chương Vàng (1): 2013

Thái Lan
- Giải vô địch bóng đá Đông Nam Á (1): 2016
- Cúp Nhà vua Thái Lan (1): 2017